# Jan Lindblads bästa (Shenandoah)
Jan Lindblads bästa (Shenandoah) är ett samlingsalbum från 2005 med den svenska allkonstnären Jan Lindblad.

## Låtförteckning
1. Sailing
2. På sångens vingar
3. En näktergal sjöng på Berkeley Square
4. Regnet det bara öser ner
5. Shenandoah
6. Morgonvandring med fågelsång
7. El condor pasa
8. Ave Maria
9. I en klosterträdgård
10. Listen to the Ocean
11. Danzante del destino
12. Våren
13. Tema ur Törnfåglarna
14. Entonigt ringer den lilla klockan
15. Yellow Bird
16. Jungle Fantasy
17. Kojo no tsuki
18. Annie Laurie's Song
19. Ack, Värmeland du sköna
20. Around the World
21. Cancion de cuna para
22. Mera dil ye purgi
23. L'ames de poete